# Ева Лена Ольссон
Ева Лена Ольссон (швед. Ева Лена Ольссон; нар. 1 січня 1969) — колишня шведська тенісистка.
Найвищу одиночну позицію світового рейтингу — 537 місце досягла 24 квітня 1989, парну — 252 місце — 5 лютого 1990 року.
Здобула 1 парний титул.

## Фінали ITF

### Парний розряд: 8 (1–7)
| Результат | Ранг | Дата              | Турнір                  | Покриття   | Партнерка       | Суперниці                           | Рахунок       |
| --------- | ---- | ----------------- | ----------------------- | ---------- | --------------- | ----------------------------------- | ------------- |
| Перемога  | 1.   | 6 березня 1988    | Яффа, Ізраїль           | Тверде     | Лена Сандін     | Dalia Koriat Петра Торен            | 4–6, 7–5, 6–2 |
| Поразка   | 1.   | 27 березня 1988   | Рамат-га-Шарон, Ізраїль | Тверде     | Diane Samungi   | Лена Сандін Анне Аалонен            | 5–7, 3–6      |
| Поразка   | 2.   | 19 березня 1989   | Хайфа, Ізраїль          | Тверде     | Малін Нільссон  | Софі Альбінус Лоне Ванборґ          | 1–6, 4–6      |
| Поразка   | 3.   | 26 березня 1989   | Рамат-га-Шарон, Ізраїль | Тверде     | Малін Нільссон  | Кароліна Віс Маріанне ван дер Торре | 2–6, 2–6      |
| Поразка   | 4.   | 16 квітня 1989    | Лімож, Франція          | Ґрунт      | Емманюель Дерлі | Мішель Андерсон Робін Філд          | 5–7, 0–6      |
| Поразка   | 5.   | 28 січня 1990     | Гельсінкі, Фінляндія    | Килим      | Ніна Еріксон    | Олена Брюховець Євгенія Манюкова    | 1–6, 4–6      |
| Поразка   | 6.   | 2 грудня 1990     | Юсдаль, Швеція          | Тверде (i) | Кора Ліннеман   | Stefanie Rehmke Кірстін Фрає        | 1–6, 5–7      |
| Поразка   | 7.   | 10 листопада 1991 | Юсдаль, Швеція          | Килим (i)  | Кора Ліннеман   | Лоранс Куртуа Нансі Фебер           | 2–6, 6–7(3–7) |